# Wang Xiaoning
Wang Xiaoning (chinesisch 王小宁, Pinyin Wáng Xiǎoníng; * 7. Januar 1950 in Shenyang) ist ein chinesischer Ingenieur und Dissident.
Wang Xiaoning veröffentlichte in den Jahren 2000 und 2001 in Yahoo-Foren Texte, in denen er für demokratische Reformen und das Ende der Einparteienherrschaft in China eintrat. Im September 2002 wurde er verhaftet und zu zehn Jahren Haft verurteilt. Sein Fall erregte internationale Aufmerksamkeit, da Yahoo die chinesischen Behörden wie bei der Verhaftung von Shi Tao mit den entscheidenden Informationen versorgte.
Am 18. April 2007 klagte Xiaonings Frau, Yu Ling, Yahoo vor einem Gericht in San Francisco wegen Menschenrechtsverletzungen an.